# One Punch Man
One-Punch Man (ワンパンマン, Wanpanman) is een Japanse webstrip bedacht door de Japanse mangaka ONE, die de strip online begon te publiceren in het jaar 2009. De serie won snel aan populariteit en de schrijver kreeg onder meer interesse van de bekende manga-artiest Yusuke Murata. De webstrip werd hierdoor vanaf 2012 ook in manga-vorm uitgebracht en vertaald naar het Engels. Daarnaast is er een anime ontwikkeld die de manga-reeks nauw volgt. Het eerste seizoen werd uitgebracht in 2015 en het tweede in 2019.

## Verhaal
One Punch-Man volgt het leven van de onbekende superheld Saitama, wonend in de grote stad Z-city. Deze stad heeft een enorme aantrekkingskracht op allerlei monsters uit de buurt. Een gebrek aan bescherming motiveert Saitama om zelf een held te worden om de monsters uit de weg te ruimen. Saitama is naar eigen zeggen een "held voor plezier". Door drie jaar lang hard te trainen is hij naast kaal ook onmetelijk sterk geworden en kan hij elke bedreiging moeiteloos aan: verschijnende monsters in zijn leefomgeving verslaat hij met slechts één klap. Hierdoor slaat de verveling toe bij Saitama. Het is zijn doel om door de burgers van de stad erkend te worden voor zijn heldendaden, maar hij wil vooral een tegenstander tegen te komen die hem fysieke uitdaging kan bieden. 
Een van de weinigen die op de hoogte is van de onmetelijke kracht van Saitama is de aspirant-held Genos. De cyborg biedt zich aan als leerling van Saitama in de hoop om net zo sterk te worden als hij. Samen worden ze lid van de heldenvereniging om meer erkenning te krijgen voor hun werk. Om toe te treden moeten ze beide een fysieke test doen en een schrijftest. Genos laat zien dat hij een talentvolle superheld is door een perfecte score te behalen, maar Saitama verknoeit de schrijftest en ontvangt hierdoor een lage score die net toegang geeft tot de laagste klasse in de vereniging.  Vervolgens moet Saitama zich omhoogwerken door het uitvoeren van opgemerkte heldendaden.